# Пасынково (Владимирская область)
Пасынково — деревня в Собинском районе Владимирской области России, входит в состав Черкутинского сельского поселения.

## География
Деревня расположена в 4 км на юго-восток от центра поселения села Черкутино и в 35 км на северо-запад от райцентра города Собинка.

## История
В конце XIX — начале XX века деревня входила в состав Черкутинской волости Владимирского уезда. В 1859 году в деревне числилось 14 дворов, в 1905 году — 21 двор, в 1926 году — 19 хозяйств.
С 1929 года деревня входила в состав Волковского сельсовета Ставровского района, с 1932 года — в составе Черкутинского сельсовета Собинского района, с 1945 года — в составе Ставровского района, с 1965 года — в составе Собинского района, с 2005 года — в составе Черкутинского сельского поселения.

## Население
| 1859 | 1905 | 1926 | 2002 | 2010 | 2021 |
| ---- | ---- | ---- | ---- | ---- | ---- |
| 107  | ↗150 | ↘86  | ↘0   | ↗1   | ↘0   |